# Lilly, Pennsylvania
Lilly är en kommun av typen borough i Cambria County i Pennsylvania. Vid 2010 års folkräkning hade Lilly 968 invånare.